# Łukman Żabraiłow
Łukman Zajnajdijewicz Żabraiłow (ros. Лукман Зайнайдиевич Жабраилов; ur. 27 kwietnia 1962) – radziecki i mołdawski zapaśnik walczący w stylu wolnym. Olimpijczyk z Atlanty 1996, gdzie zajął dziewiąte miejsce w wadze średniej.
Mistrz świata w 1994. Srebrny medalista mistrzostw Europy w 1994 i brązowy w 1984. Pierwszy w drużynie w Pucharze Świata w 1987. Mistrz ZSRR w 1984, drugi w 1983, 1986, 1987 i 1988 roku. 
Jego brat Elmadi Żabraiłow również był zapaśnikiem i olimpijczykiem z Barcelony 1992 i Atlanty 1996.

## Letnie Igrzyska Olimpijskie 1996
| Konkurencja | Eliminacje         | Eliminacje               | Repasaże                 | Repasaże                  | Klas. końcowa |
| Konkurencja | Przeciwnik I       | Przeciwnik II            | Przeciwnik I             | Przeciwnik II             | Miejsce       |
| ----------- | ------------------ | ------------------------ | ------------------------ | ------------------------- | ------------- |
| -82 kg      | Cris Brown (AUS) Z | Elmadi Żabraiłow (KAZ) P | Serhij Hubryniuk (UKR) Z | Sebahattin Öztürk (TUR) P | 9.            |